# Maximilian von Waldburg-Wolfegg-Waldsee
Maximilian von Waldburg-Wolfegg-Waldsee, IV principe di Waldburg-Wolfegg-Waldsee (Waldsee, 13 maggio 1863 – Coira, 27 settembre 1950), è stato un principe e politico tedesco.

## Biografia
Maximilian era figlio del principe Franz von Waldburg-Wolfegg-Waldsee (1833 - 1906) e di sua moglie, la contessa Sophie Leopoldine Ludovica von Arco-Zinneberg (1836 - 1909). Per parte materna era discendente dagli Asburgo-Este.
Crebbe in una famiglia profondamente religiosa, in quanto sua madre formò l'educazione dei figli secondo i valori della chiesa cattolica. Maximilian trascorse la maggior parte dei suoi anni di studio presso il Collegio dei Gesuiti Stella Matutina a Feldkirch, in Austria. Compì poi un grand tour facendo tappa in Danimarca, in Irlanda ed in Islanda. Prese quindi parte alla giornata di Pentecoste del 1892 organizzata a Ravensburg dall'associazionismo cattolico dell'Alta Svevia, del quale ebbe la presidenza; e con la  carica di presidente fu presente alla seconda giornata cattolica tenutasi ad Ulma nel 1901. La fede cattolica ebbe una grande importanza nella vita di Maximilian, al punto che quando una delle sue figlie partì per il convento, lui rispose a chi si felicitava con lui: "Sarebbe stato molto più difficile per me rinunciare a lei se si fosse sposata".
Nel 1897, Maximilian venne ammesso alla Camera dei Signori di Stoccarda in rappresentanza di suo padre. Nel 1906 fu legittimato nella prima camera del parlamento di stato come nuovo principe di Waldburg-Wolfegg-Waldsee , essendo intanto morto il genitore ed avendone ereditato i titoli. Fu quindi membro di varie commissioni camerali, tra cui la commissione per l'amministrazione dell'interno, quella economica e quella delle finanze. Fu inoltre segretario del consiglio del parlamento. Fu anche maestro di corte del regno del Württemberg e Gran Commendatore dell'Ordine Reale Bavarese di San Giorgio.
Dopo il crollo della monarchia tedesca nel 1918, il principe Maximilian perse il suo mandato politico con l'abolizione della Camera dei Signori del Württemberg. In qualità di capo della casata dei Waldburg, e anche a nome di altri aristocratici di quei territori, tornò a fare pressione il 1º aprile 1930 con una legge che tentava di chiederne il ripristino, ma la causa da lui intentata presso l'alta corte di giustizia della Germania si concluse il 21 maggio 1930 con un rifiuto.
Tra il 1901 ed il 1933 il principe Maximilian si dedicò anche alla sua passione per i cavalli, e fu presidente dell'associazione degli allevatori del Württemberg. Nel 1933 il governo della Germania nazista, nei confronti del quale provava una profonda antipatia, fece in modo che dovesse rinunciare alla sua posizione alla guida dell'associazione degli allevatori di cavalli.
Nel 1935 divenne membro onorario dell'Associazione per la storia naturale patriottica nel Württemberg.

## Matrimonio e figli
Il principe Maximilian sposò il 26 luglio 1890 a Hořín (Melnik) la principessa Sidonie von Lobkowitz (12 agosto 1869, Drhovl - 24 luglio 1941, Wolfegg). Da questo matrimonio nacquero dieci figli:
- Franz Ludwig (1892-1989), sposò il 6 maggio 1920 a Wechselburg, la contessa Adelheid von Schönburg-Glauchau (28 luglio 1900, Wechselburg - 7 gennaio 1987, Bad Waldsee)
- Georg (25 dicembre 1893, Waldsee - 30 maggio 1915, Josefowo)
- Friedrich (25 maggio 1895, Waldsee - 20 settembre 1916, Rancourt)
- Maria Anna (1 ottobre 1896, Waldsee - 9 luglio 1954, Praßberg), sposò il 26 aprile 1923 il conte Wolfegg Albrecht von Spreti (3 agosto 1890, Monaco - 8 marzo 1956, Praßberg)
- Maria Sophie (10 ottobre 1899, Waldsee - 12 ottobre 1989, Kisslegg)
- Joseph (18 maggio 1901, Waldsee - 28 novembre 1972, Ravensburg)
- Marie Henriette (17 settembre 1902, Waldsee - 9 maggio 1980, Ravensburg)
- Johann (10 agosto 1904, Waldsee - 17 maggio 1966, Kißlegg) sposò a Milleschau am Donnersberg (Boemia) la contessa Franziska von Ledebur-Wicheln (18 giugno 1913, Milleschau - 9 aprile 2002, Kißlegg)
- Maria Elisabetha Bona (10 agosto 1904, Waldsee - 13 marzo 1993, Salisburgo) sposò il 16 novembre 1926 a Wolfegg il conte Maximilian Hohenberg
- Heinrich (16 settembre 1911, Wolfegg - 25 maggio 1972, Stoccarda), sposò il 4 gennaio 1942 a Sigmaringen la principessa Maria Antonia di Hohenzollern-Sigmaringen (19 febbraio 1921, Sigmaringen - 11 ottobre 2011, ivi)

## Ascendenza
|                                                                                  |                           |                                                       | Genitori                                                                                           |  |  | Nonni |  |  | Bisnonni                                                                          |  |  | Trisnonni                            |  |
|                                                                                  |                           |                                                       | |  |  |       |  |  | Joseph Anton von Waldburg-Wolfegg-Waldsee, I principe di Waldburg-Wolfegg-Waldsee |  |  | Gebhard von Waldburg-Wolfegg-Waldsee |  |
|                                                                                  |                           |                                                       | |  |  |       |  |  | Joseph Anton von Waldburg-Wolfegg-Waldsee, I principe di Waldburg-Wolfegg-Waldsee |  |  | Gebhard von Waldburg-Wolfegg-Waldsee |  |
|                                                                                  |                           | Maria Clara von Königsegg-Aulendorf                   | |  |  |       |  |  | Joseph Anton von Waldburg-Wolfegg-Waldsee, I principe di Waldburg-Wolfegg-Waldsee |  |  |                                      |  |
| Friedrich von Waldburg-Wolfegg-Waldsee, II principe di Waldburg-Wolfegg-Waldsee  |                           |                                                       | |  |  |       |  |  | Joseph Anton von Waldburg-Wolfegg-Waldsee, I principe di Waldburg-Wolfegg-Waldsee |  |  |                                      |  |
|                                                                                  |                           | Maria Josepha Fugger von Babenhausen                  | Anselm Victorian Fugger von Babenhausen                                                            |  |  |       |  |  |                                                                                   |  |  |                                      |  |
|                                                                                  |                           | Maria Josepha Fugger von Babenhausen                  | Anselm Victorian Fugger von Babenhausen                                                            |  |  |       |  |  |                                                                                   |  |  |                                      |  |
|                                                                                  |                           | Maria Josepha Fugger von Babenhausen                  | Maria Walpurgis von Waldburg zu Wolfegg                                                            |  |  |       |  |  |                                                                                   |  |  |                                      |  |
| Franz von Waldburg-Wolfegg-Waldsee, III principe di Waldburg-Wolfegg-Waldsee     |                           | Maria Josepha Fugger von Babenhausen                  | |  |  |       |  |  |                                                                                   |  |  |                                      |  |
|                                                                                  |                           | Franz Xavier Karl von Königsegg-Aulendorf             | Johann Ernst von Koenigsegg-Aulendorf                                                              |  |  |       |  |  |                                                                                   |  |  |                                      |  |
|                                                                                  |                           | Franz Xavier Karl von Königsegg-Aulendorf             | Johann Ernst von Koenigsegg-Aulendorf                                                              |  |  |       |  |  |                                                                                   |  |  |                                      |  |
|                                                                                  |                           | Franz Xavier Karl von Königsegg-Aulendorf             | Maria Christina von Manderscheid                                                                   |  |  |       |  |  |                                                                                   |  |  |                                      |  |
| Elisabeth von Königsegg-Aulendorf                                                |                           | Franz Xavier Karl von Königsegg-Aulendorf             | |  |  |       |  |  |                                                                                   |  |  |                                      |  |
|                                                                                  |                           | Maria Anna Josepha Károlyi de Nagykároly              | Jozsef Károlyi de Nagykároly                                                                       |  |  |       |  |  |                                                                                   |  |  |                                      |  |
|                                                                                  |                           | Maria Anna Josepha Károlyi de Nagykároly              | Jozsef Károlyi de Nagykároly                                                                       |  |  |       |  |  |                                                                                   |  |  |                                      |  |
|                                                                                  |                           | Maria Anna Josepha Károlyi de Nagykároly              | Maria Elisabeth von Waldstein                                                                      |  |  |       |  |  |                                                                                   |  |  |                                      |  |
| Maximilian von Waldburg-Wolfegg-Waldsee, IV principe di Waldburg-Wolfegg-Waldsee |                           | Maria Anna Josepha Károlyi de Nagykároly              | |  |  |       |  |  |                                                                                   |  |  |                                      |  |
|                                                                                  | Ludwig von Arco-Zinneberg | Ignaz Joseph von Arco-Zinneberg                       | |  |  |       |  |  |                                                                                   |  |  |                                      |  |
|                                                                                  | Ludwig von Arco-Zinneberg | Ignaz Joseph von Arco-Zinneberg                       | |  |  |       |  |  |                                                                                   |  |  |                                      |  |
|                                                                                  | Ludwig von Arco-Zinneberg | Antonia Trauner von Adelstetten                       | |  |  |       |  |  |                                                                                   |  |  |                                      |  |
| Maximilian von Arco-Zinneberg                                                    | Ludwig von Arco-Zinneberg |                                                       | |  |  |       |  |  |                                                                                   |  |  |                                      |  |
|                                                                                  |                           | Maria Leopoldina d'Austria-Este                       | Ferdinando Carlo Antonio d'Asburgo-Lorena                                                          |  |  |       |  |  |                                                                                   |  |  |                                      |  |
|                                                                                  |                           | Maria Leopoldina d'Austria-Este                       | Ferdinando Carlo Antonio d'Asburgo-Lorena                                                          |  |  |       |  |  |                                                                                   |  |  |                                      |  |
|                                                                                  |                           | Maria Leopoldina d'Austria-Este                       | Maria Beatrice d'Este                                                                              |  |  |       |  |  |                                                                                   |  |  |                                      |  |
| Sophie Leopoldine Ludovica von Arco-Zinneberg                                    |                           | Maria Leopoldina d'Austria-Este                       | |  |  |       |  |  |                                                                                   |  |  |                                      |  |
|                                                                                  |                           | Franz Thaddeus von Waldburg-Zeil                      | Maximilian Wunibald von Waldburg-Zeil                                                              |  |  |       |  |  |                                                                                   |  |  |                                      |  |
|                                                                                  |                           | Franz Thaddeus von Waldburg-Zeil                      | Maximilian Wunibald von Waldburg-Zeil                                                              |  |  |       |  |  |                                                                                   |  |  |                                      |  |
|                                                                                  |                           | Franz Thaddeus von Waldburg-Zeil                      | Maria von Hornstein zu Weiterdingen                                                                |  |  |       |  |  |                                                                                   |  |  |                                      |  |
| Maria Leopoldina von Waldburg-Zeil                                               |                           | Franz Thaddeus von Waldburg-Zeil                      | |  |  |       |  |  |                                                                                   |  |  |                                      |  |
|                                                                                  |                           | Christiane Polyxena von Löwenstein-Wertheim-Rochefort | Domenico Costantino di Löwenstein-Wertheim-Rochefort, IV principe di Löwenstein-Wertheim-Rosenberg |  |  |       |  |  |                                                                                   |  |  |                                      |  |
|                                                                                  |                           | Christiane Polyxena von Löwenstein-Wertheim-Rochefort | Domenico Costantino di Löwenstein-Wertheim-Rochefort, IV principe di Löwenstein-Wertheim-Rosenberg |  |  |       |  |  |                                                                                   |  |  |                                      |  |
|                                                                                  |                           | Christiane Polyxena von Löwenstein-Wertheim-Rochefort | Leopoldina di Hohenlohe-Bartenstein                                                                |  |  |       |  |  |                                                                                   |  |  |                                      |  |
|                                                                                  |                           | Christiane Polyxena von Löwenstein-Wertheim-Rochefort | |  |  |       |  |  |                                                                                   |  |  |                                      |  |